# Tomb Raider III
(Dialogo al termine del livello Luogo dell'incidente)
Tomb Raider III: Adventures of Lara Croft, oppure solo Tomb Raider III, è un videogioco action-adventure, terzo capitolo della saga Tomb Raider e il sequel di Tomb Raider II. Il gioco venne presentato ufficialmente il 15 ottobre 1998 durante una festa ufficiale per il gioco tenutasi al Museo di Storia Naturale di Londra.
Il gioco è stato sviluppato da Core Design e pubblicato da Eidos Interactive il 21 novembre 1998 per PlayStation e il 30 novembre 1998 per PC. La versione per Mac OS è stata pubblicata il 22 settembre 1999. Il 17 settembre 2009 il gioco è stato ripubblicato per PlayStation 3 tramite il servizio PlayStation Network e per PlayStation Portable. In questo episodio, l'archeologa avventuriera Lara Croft è alla ricerca di quattro artefatti ricavati dal materiale di una meteora dispersi nel mondo.

## Trama
Milioni di anni fa un meteorite si schiantò nelle allora floride terre dell'Antartide. Ai nostri giorni, la compagnia mineraria RX-Tech scopre il cratere: insieme a esso vengono alla luce anche antiche statue moai sepolte tra i ghiacci.
Nel 1998, in India, l'archeologa britannica Lara Croft è alla ricerca di un artefatto, la Pietra Infada. Dopo aver incontrato Tony, un membro della RX-Tech apparentemente impazzito, Lara raggiunge le rovine di un antico tempio indù: qui incontra Tony, che ha già trovato l'artefatto e ne ha assorbito i poteri sovrannaturali. Dopo averlo ucciso e recuperato la Pietra, Lara incontra il dottor Willard, capo della RX-Tech, il quale le spiega cosa sia in realtà la Pietra Infada:
(Cit. dott. Mark Willard durante il primo incontro con Lara.)
Credendo che i suoi poteri fossero dovuti a forze divine, i polinesiani realizzarono quattro artefatti col materiale di cui era composto il meteorite; non riuscendo a contenerne gli effetti, furono costretti a fuggire. I quattro manufatti rimasero all'interno di un tempio costruito nel cratere, dove rimasero indisturbati fino al 1834, quando quattro marinai della spedizione di Charles Darwin vi penetrarono e si impossessarono degli artefatti, portandoli con sé in India, nel Pacifico meridionale, in Nevada e a Londra. Willard è riuscito a rintracciare tutti i frammenti, e convince Lara a ritrovare per lui i tre mancanti.
In un'isola del Pacifico del Sud, Lara incontra una tribù di cannibali discendenti dai Polinesiani che trovarono il cratere, ed una truppa di sfortunati militari australiani, precipitati con il loro aereo nella giungla. Lara affronta i guerrieri della tribù indigena, paludi abitate da dinosauri e le rapide della Gola di Madubu, giungendo nel tempio dello stregone Puna, reso potentissimo dall'artefatto in suo possesso e ritenuto una divinità dagli indigeni. Dopo averlo annientato, Lara recupera il Pugnale Ora.
A Londra, Lara cerca di incontrare la misteriosa Sophia Leigh, una spietata donna d'affari proprietaria di un'industria cosmetica che ha creato la sua fortuna attraverso l'artefatto denominato Occhio di Iside. Lara si fa strada attraverso la stazione della metropolitana di Londra abbandonata di Aldwych, dove accede a una loggia massonica segreta per poi incontrare l'ex capo ricercatore di Sophia, i cui esperimenti lo hanno lasciato sfigurato e immortale. Lara stringe un accordo con l'uomo: lui la aiuterà a intrufolarsi nell'ufficio di Sophia in cambio di una sostanza utilizzata per la mummificazione, che l'uomo utilizza per conservare la sua pelle in decomposizione. Lara recupera la sostanza nel Museo di Storia Naturale ottenendo l'accesso all'ufficio di Sophia; la donna fugge sui tetti della City: Lara si lancia al suo inseguimento, riuscendo a sconfiggerla e a recuperare l'Occhio di Iside.
In Nevada, Lara tenta di accedere a un'area militare, ma dopo un tentativo fallito di penetrarvi viene portata in un carcere di massima sicurezza. Lara riesce a fuggirne e a nascondersi a bordo di un camion, che la condurrà direttamente nella celebre Area 51, dove troverà, all'interno di un'astronave extraterrestre, l'ultimo frammento, etichettato dall esercito come Elemento 115.
Recuperati i quattro artefatti Lara giunge in Antartide, dove la RX-Tech ha raggiunto le rovine della città di Tinnos. Qui Willard le rivela la verità sul materiale di cui è composto il meteorite: le sue radiazioni sono in grado di modificare il DNA umano, portando a un'evoluzione innaturalmente rapida e dando origine a mutazioni anomale del corpo umano, ma anche a una straordinaria potenza. Willard inoltre rivela a Lara di voler riunire i quattro frammenti al meteorite per assorbirne il massimo potere; pertanto le sottrae gli artefatti e fugge nello scavo. Mentre attraversa la città di Tinnos per raggiungere il tempio, Lara scopre che le radiazioni provenienti dal meteorite hanno causato orride mutazioni agli operai della RX-Tech, trasformandoli in mostri. Quando Lara raggiunge Willard, questi si getta nel cratere e ne riemerge sotto forma di orrido ibrido con un ragno. Lara riesce a uccidere la creatura e a recuperare gli artefatti, fuggendo infine a bordo di un elicottero.

## Modalità di gioco
Tomb Raider III è un single-play action-adventure in cui il giocatore controlla la protagonista, Lara Croft, tramite una visuale in terza persona attraverso cinque location differenti: India, Pacifico del Sud, Londra, Nevada e Antartide. Una volta che il giocatore completa la prima zona (India), le seguenti tre (Pacifico del Sud, Londra e Nevada) possono essere affrontate in un qualsiasi ordine prima della zona finale (Antartide). Ogni zona è caratterizzata da alcuni livelli che si susseguono che includono enigmi, salti tra i vari ostacoli e nemici da sconfiggere. La maggior parte degli enigmi consiste nel trovare oggetti, gestire interruttori o spingere blocchi. Lara può eseguire varie mosse: può saltare, arrampicarsi, accovacciarsi, appendersi da appigli o nuotare sott'acqua per un tempo limitato. Può anche scattare correndo ad una velocità maggiore per qualche secondo, cosa utile per scappare da massi rotolanti o altri ostacoli imminenti.
Per sconfiggere i nemici, il giocatore può usare una serie di armi, tra cui le doppie pistole, le doppie Uzi, una Desert Eagle, un fucile a pompa, un MP5, un lanciagranate, una lancia missili e un arpione per uso subacqueo. Le doppie pistole hanno munizioni infinite e sono le armi di default usate da Lara, mentre le altre hanno un quantitativo limitato di munizioni e devono essere trovate nei vari livelli. A un certo punto del gioco, Lara si ritroverà senza armi, lasciando il giocatore senza difese e portandolo a usare un approccio stealth, prima di ritrovare le pistole. Lara ha un certo quantitativo di vita che diminuisce se cade da punti troppo alti o quando è attaccata da nemici. Se la vita di Lara finisce definitivamente, il giocatore deve ricominciare a giocare dall'ultimo punto in cui ha salvato. Salvare i progressi nella versione PlayStation richiede una memory card e consuma un Cristallo di Salvataggio dall'inventario di Lara. Questi Cristalli possono essere trovati attraverso i livelli, ma possono essere utilizzati come consumabili a seconda di quando il giocatore lo desideri.
Una significativa porzione del gioco ha luogo sott'acqua. Alcune zone sono occupate da piraña che possono uccidere Lara in pochi secondi, mentre altre hanno una corrente che spinge Lara verso una direzione prefissata, impedendo al giocatore di tornare indietro o di intraprendere qualsiasi altra direzione, o anche solo di aggrapparsi a un margine per fuoriuscire dall'acqua. Inoltre, l'acqua nei livelli dell'Antartide è troppo fredda affinché Lara possa nuotarvici per più di pochi secondi. Il giocatore può vagare sulle sabbie mobili, al rischio però di far affondare Lara. Alcuni livelli richiedono l'uso dei veicoli. Per esempio, il kayak aiuta Lara a muoversi attraverso le rapide nel livello Gola di Madubu, inoltre un'unità sottomarina le consente di esplorare zone profonde nel livello Cancello di Lud. Altri veicoli sono il quad, una barca e i carrelli della miniera. I razzi possono essere usati per esplorare zone troppo buie. Le munizioni, i razzi e gli oggetti curativi sono sparsi nei vari livelli. Il gioco fornisce un livello tutorial in cui il giocatore può allenarsi a muovere Lara e testare le sue abilità di combattimento.

## Sviluppo
Tomb Raider III fu sviluppato da Core Design e pubblicato da Eidos Interactive come sequel del precedente Tomb Raider II del 1997. In origine, Core Design previde Tomb Raider III come un capitolo "next generation" costruito su un nuovo motore grafico con un nuovo sistema di animazioni. Come spiegato dall'artist Stuart Atkinson, il team voleva almeno due anni per sviluppare il gioco, in modo tale da rappresentare un salto in avanti netto per la serie, ma i produttori pretesero che, così come Tomb Raider II, lo sviluppo sarebbe dovuto durare massimo un anno a causa dell'elevata richiesta del pubblico. Per il team originale, che aveva dovuto sottostare a delle scadenze per due anni di fila, "era troppo", secondo Atkinson. Alla fine, fu messo insieme un nuovo team prendendo parti da altri progetti di Core Design per realizzare un gioco di Tomb Raider entro il 1998, dando al team originale più tempo per sviluppare il suo progetto next-generation.
Il vero sviluppo di Tomb Raider III iniziò a Dicembre 1997. A quel tempo, il capo programmatore Martin Gibbins, che precedentemente lavorò al gioco del 1996 Blam! Machinehead, stava modificando il vecchio motore grafico per mettere in piedi un nuovo gioco con una maggiore enfasi sull'azione e sullo shooting. Il nuovo team considerò notevole il lavorò aggiuntivo di Gibbin e decise di usarlo come base per il nuovo gioco, che fu originariamente concepito come uno spin-off chiamato The Further Adventure of Lara Croft. Comunque, col procedere dello sviluppo e la nascita di nuove idee, la compagnia considerò di aver pensato a un numero soddisfacente di cambiamenti per giustificare un completo sequel. La PlayStation era la piattaforma principale di riferiemento, mentre la versione per Microsoft Windows era una conversione che migliorava leggermente la visuale. Come risultato, tutto fu costruito attorno alle capacità hardware della PlayStation, con una palette 16-bit e grafica ad alta risoluzione, a differenza della palette 8-bit e della risoluzione inferiore dei giochi precedenti.
L'evoluzione del motore grafico offrì una maggiore efficienza e nuove caratteristiche grafiche. Mentre entrambi i giochi precedenti usavano un sistema a griglia dove gli sviluppatori costruirono i livelli con un sistema a blocchi, il sistema di Tomb Raider III comprendeva poligoni triangolari, permettendo agli sviluppatori di acquisire maggiore dettaglio e complessi strutturali più dettagliati. I triangoli permisero inoltre agli sviluppatori di implementare nel gioco le sabbie mobili e le increspature dell'acqua. Il sistema di luce dinamica fu migliorato con effetti di luce colorata e un migliore riflesso dell'acqua, rendendo il gioco più d'atmosfera rispetto ai precedenti. Il team implementò inoltre nuovi effetti atmosferici come pioggia, neve e vento. Il gioco mostra tanti effetti particellari, tra cui esplosioni più realistiche e fumo.
Il gioco fu concepito seguendo la stessa linea puzzle-solving dell'originale capitolo, in contrasto con l'approccio più orientato allo shooting del gioco precedente. I livelli furono ideati per essere meno lineari di prima con l'obiettivo di dare ai giocatori più percorsi per completare ciascun livello. Le cinque location del gioco furono decise prima della concezione della trama. Secondo il produttore Mike Schmitt, il team optò semplicemente prendendo il mappamondo, ruotandolo, e vedendo dove si ferma, decidendo se fosse o meno un'ambientazione interessante. Una volta decise le ambientazioni, furono scritti i collegamenti di trama. Le abilità di Lara furono espanse con nuove mosse. Inizialmente gli sviluppatori presero in considerazione l'idea di implementare il combattimento corpo a corpo, ma l'idea fu respinta in quanto avrebbe necessitato di nuove animazioni per i nemici.
Il Dr. Tom Scutt, uno specialista con un Ph.D in intelligenza artificiale fu assunto per migliorare l'intelligenza artificiale del gioco, soprattutto dei nemici. Nei precedenti giochi, i nemici semplicemente inseguivano Lara attaccandola subito, mentre in Tomb Raider III i nemici fuoriescono dal buio e attaccano il giocatore, oppure si tirano indietro e si raggruppano attaccando più tardi. La sezione di Londra, originariamente, doveva includere un livello ambientato in una cattedrale, ma fu rimosso dalla storia principale a causa della sua elevata difficoltà e mantenuto come bonus sbloccabile dopo aver raccolto tutti i segreti. Gli sviluppatori del gioco impiegarono undici mesi per completare tutto.

## Livelli

### India
- 1º Livello: Giungla
- 2º Livello: Rovine del tempio
- 3º Livello: Il fiume Gange
- 4º Livello: Caverne di Kaliya

(Proseguimento fino al 16° livello variabile a seconda delle scelte del giocatore, come previsto nella parte centrale dell'avventura)

### Stati Uniti,Nevada
- 5º Livello: Deserto del Nevada
- 6º Livello: Reparto di massima sicurezza
- 7º Livello: Area 51

### Isole del Pacifico
- 8º Livello: Villaggio costiero
- 9º Livello: Luogo dello schianto
- 10º Livello: Gola di Madubu
- 11º Livello: Tempio di Puna

### Regno Unito,Londra
- 12º Livello: Molo sul Tamigi
- 13º Livello: Aldwych
- 14º Livello: Cancello di Lud
- 15º Livello: Città di Londra (City)

### Antartide
- 16º Livello: Antartide
- 17º Livello: Miniere della RX-Tech
- 18º Livello: Città perduta di Tinnos
- 19º Livello: Caverna del meteorite

### Livello bonus
- All Hallows

## Personaggi
Lara Croft
L'avventuriera archeologa britannica protagonista del gioco.
Winston Smith
Fedele maggiordomo di Lara, Winston si occupa della villa di Lara mentre lei è in giro per il mondo. Nel percorso d'allenamento assiste Lara nell'esercitazione come bersaglio vivente, protetto con vassoi e pentolame.
Dott. Mark Willard
È l'antagonista principale del gioco. Responsabile di una squadra di ricerca in Antartide, i suoi uomini scoprono casualmente il cratere d'impatto del meteorite. Willard inizia a mostrare uno strano interesse per la storia del continente e per le quattro pietre che vi furono ritrovate dalla spedizione di Charles Darwin. Dopo un casuale incontro in India, dove Lara ha recuperato la Pietra Infada, Willard le propone di trovare per lui i tre artefatti ancora dispersi.
Tony
Ricercatore del dott. Willard, è mandato a studiare un antico tempio sotterraneo nascosto in una giungla nei pressi del Gange. Sconvolto da ciò che ha visto all'interno di un tempio, abbandona i suoi compagni (Randy e Rory) e prende con sé la Pietra Infada. Lara è costretta ad affrontarlo all'interno di una caverna sotterranea.
Militari australiani
Un aereo militare australiano si schianta tra la giungla di un'isola della Sonda. Uno di loro, sopravvissuto ai dinosauri ed agli indigeni cannibali che infestano la giungla, aiuterà Lara consegnandole una mappa per attraversare in sicurezza la vicina palude. Gli altri sopravvissuti sono sparsi attorno al luogo del disastro aereo.
Indigeno
Lara incontra questo indigeno al termine del livello Luogo dell'incidente. Spiegherà a Lara i motivi che hanno costretto i suoi antenati a fuggire dall'Antartide e dove è conservato il Pugnale Ora.
Puna
Puna è il sommo sacerdote di una tribù di cannibali del Sud Pacifico. Grazie al Pugnale Ora, è dotato di grandiosi poteri magici con cui impone il suo potere agli indigeni della zona. È protetto da uno scudo invisibile, e possiede un attacco mortale.
Carcerati
Quando Lara viene catturata dalla polizia militare in Nevada, è possibile ricorrere all'aiuto di questi carcerati liberandoli dalle loro celle che immediatamente si lanceranno contro le guardie della polizia militare.
Sophia Leigh
Spietata donna d'affari a capo di un'industria cosmetica londinese, Sophia è ossessionata dalla bellezza eterna e si dice che la sua azienda sia coinvolta nell'utilizzo di sostanze illegali. È in possesso dell'Occhio di Iside che le dona un'assoluta invulnerabilità agli attacchi di Lara.
I Dannati
Una volta uomini normali alle dipendenze di Sophia Leigh, furono sottoposti ai suoi test commerciali, che li lasciarono sfigurati. Creduti morti e gettati nelle fognature, sopravvissero e da allora vivono in solitudine nella stazione abbandonata di Aldwych e nelle fogne sotto di essa.

## Doppiaggio
Di seguito sono riportati i doppiatori che hanno prestato la voce ai principali personaggi del videogioco:
| Personaggio                                                                  | Doppiatore italiano |
| ---------------------------------------------------------------------------- | ------------------- |
| Lara Croft                                                                   | Elda Olivieri       |
| Dott. Mark Willard                                                           | Luca Sandri         |
| Sophia Leigh                                                                 | Jasmine Laurenti    |
| Tony, Steven e l'indigeno                                                    | Claudio Moneta      |
| Paul, un poliziotto e il soldato nella giungla                               | Riccardo Lombardo   |
| Il Capo dei Dannati, un marinaio di Darwin e il pilota dell'aereo            | Marco Balbi         |
| Il sicario di Sophia, un marinaio di Darwin e uno dei ricercatori di Willard | Claudio Beccari     |

## Accoglienza
Nonostante le critiche generalmente positive, Tomb Raider III non fu ben accolto come i suoi predecessori. Edge considerò Tomb Raider III "una valida aggiunta al franchise", constatando che offre una grafica più accattivante e più innovazioni rispetto a Tomb Raider II, mentre Next Generation lo definì come il gioco più grande e appagante della serie. CVG lo descrisse come un mix perfetto tra l'esplorazione e i puzzle del gioco originale, in aggiunta ad alcuni elementi di shooting. Altre critiche constatarono che il gioco fallì nel rinnovare la formula già consolidata dai due giochi precedenti.
Come il suo predecessore, la distribuzione di Tomb Raider III fu molto attesa, facendone uno dei più popolari giochi del 1998. Il gioco ricevette in generale buoni voti per la flessibilità del gameplay, come per il suo, sempre in aumento, approccio cinematografico allo sviluppo della storia.
IGN assegnò al gioco un punteggio di 7.7/10.0, lodandone il level design complesso e la colonna sonora, pur criticando l'aspetto grafico datato a dispetto di alcune migliorie e i controlli poco reattivi.
GameSpot assegnò al gioco un punteggio di 6.9/10.0, criticando la scarsa originalità delle azioni da compiere e la mancanza di innovazioni, pur lodando la varietà e l'enormità dei livelli presentati. La versione PlayStation del gioco venne valutata con un punteggio di 7.5/10.
Il gioco fu comunque un buon successo commerciale totalizzando circa 6 milioni di copie vendute e aprendo la strada ai tre episodi successivi sviluppati da Core Design.

## Eredità

### Tomb Raider: The Lost Artifact
Tomb Raider: The Lost Artifact è un'espansione di Tomb Raider III commercializzata esclusivamente per PC nel 2000. The Lost Artifact non apporta significative migliorie al gameplay o al motore di gioco, per il quale venne utilizzato lo stesso motore di Tomb Raider III, con nemici molto spesso mutuati dal gioco ufficiale o solo con un look leggermente differente.
In The Lost Artifact, esaminando il portafogli del dott. Willard, Lara scopre l'esistenza di un quinto artefatto ricavato dal meteorite chiamato la Mano di Rathmore. Lara inizia le sue indagini dal castello del dott. Willard sulle rive del Loch Ness, dove ha un incontro ravvicinato con il leggendario mostro, scoprendo tuttavia che si tratta solo di una macchina azionata dai militari (affacciandosi da un punto specifico del ponte del castello, si potrà tuttavia vedere il "vero" Nessie nuotare placidamente in lontananza). Da un giornale Lara viene a conoscenza di uno strano disastro ferroviario all'interno dell'Eurotunnel di Dover. Sul posto, pur ostacolata dagli operai dell'Eurotunnel, Lara riesce a recuperare la Mano di Rathmore, fuggendo poi verso la Francia a bordo di un gommone.
Arenatasi con il gommone sulle rive della Francia, Lara perde momentaneamente la Mano di Rathmore, ritrovandola poco distante dal suo gommone affondato. Strani eventi sembrano aver colpito la popolazione di una cittadina francese, e dopo aver attraversato uno zoo, si inoltra nelle catacombe della cittadina dove incontra nuovamente Sophia Leigh, viva, vegeta e sempre potentissima. Dopo un nuovo scontro con la donna, Lara riesce ad ucciderla definitivamente.

## Remastered
Una versione rimasterizzata del gioco è stata annunciata durante un Nintendo Direct il 14 settembre 2023 come parte di Tomb Raider I-III Remastered, una collezione che contiene le edizioni rimasterizzate dei primi tre giochi della serie originale. È uscita il 14 febbraio 2024 per PlayStation 4, PlayStation 5, Nintendo Switch, Microsoft Windows, Xbox One e Xbox Series X e Series S.